# Ashur-nadin-ahhe II
Ashur-nadin-ahhe II (fl. XIV secolo a.C.) è stato un re di Assiria.
Succeduto a Ashur-rim-nisheshu, è considerato l'ultimo re dell'antico impero o periodo paleoassiro. Gli succedette il fratello Eriba-Adad I, primo re del medio impero.